# 妖怪ウォッチ!
『妖怪ウォッチ!』（ようかいウォッチ）は、レベルファイブより発売されているゲームソフト『妖怪ウォッチ』シリーズを原作とする日本のテレビアニメ。

## 概要
『妖怪ウォッチ』アニメシリーズ第3作。内容は無印版からの続編であり、小学生の天野ケータを主人公としたギャグアニメとなる。公式サイト、宣伝媒体などではタイトルロゴ上に「2019新シリーズ」と表記された。
前作『妖怪ウォッチ シャドウサイド』に登場した、妖怪ウォッチエルダ（Ver. K）と妖怪アークをケータが新たに入手し、何が起こるか分からない切り札として使うワンチャンサイド召喚が新たに追加された。また、原作ゲーム本編の他、派生ゲーム作品（『妖怪ウォッチ ぷにぷに』『妖怪ウォッチ ワールド』等）の妖怪も登場する。オープニングのナレーションはジバニャンとコマさんが毎話交代で担当。
本作の放送に向けて、テレビ東京ライツビジネス本部プロデューサーの紅谷佳和は「単に以前のシリーズに戻すということではなく、番組構成や世界観には新しい要素を多分に加え、より挑戦的な作りになっています」と語っている。特に1話ごとに数分のミニシリーズが増え、よりバラエティに富んだ構成となっている。
アニメーション制作は、これまでのシリーズより継続するオー・エル・エムに加え、第22話までマジックバスがクレジットされている。また、これまでのシリーズで主題歌を担当していたキング・クリームソーダは、本作のみ起用していない。
2019年12月27日より、同時間枠にて次シリーズ『妖怪学園Y 〜Nとの遭遇〜』を放送。

## 登場人物

### 人間
ケータ / 天野 景太（あまの けいた）
声 - 戸松遥
本作の主人公。ごく普通の小学5年生。第1話では以前の妖怪ウォッチをメンテナンスに出している時に「わすれん帽」に取り憑かれ、妖怪に関する記憶を失っていた。新たに入手した妖怪ウォッチエルダと妖怪アークを用いる。
フミちゃん / 木霊 文花（こだま ふみか）
声 - 遠藤綾
ケータのクラスメイト。本作ではフクリュウの力で天野家が引越し、ケータと家が隣どうしになる。
クマ / 熊島 五郎太（くましま ごろうた）
声 - 奈良徹
ケータのクラスメイト。
カンチ / 今田 干治（いまだ かんち）
声 - 佐藤智恵
ケータのクラスメイト。
イナホ / 未空 イナホ（みそら イナホ）
声 - 悠木碧
ケータ達の隣のクラスの全方位オタク系女子。無印版より引き続き妖怪ウォッチUと妖怪メダルを用いる。
本作ではメイン出演は32・33話のみ。

### 妖怪
ウィスパー
声 - 関智一
妖怪執事を自称する妖怪。妖怪ウォッチエルダをケータに渡す。
ジバニャン
声 - 小桜エツコ
ケータの部屋に居候する猫妖怪。本作ではワンチャンサイド召喚によって様々な姿になる。
ブシニャン
声 - 小桜エツコ
ジバニャンの先祖である武士の猫妖怪。
コマさん・コマじろう
声 - 遠藤綾
双子の狛犬妖怪。ショートシリーズ「4コマさん」「ニッポン全国 コマみ探しの旅！」等でメインをつとめる。
フユニャン
声 - 梶裕貴
浮遊霊の猫妖怪。ショートシリーズ「妖怪三国志」「ドクターF」で活躍。
ロボニャンF型
声 - 坂東尚樹
未来からやって来たロボット猫妖怪。ワンチャンサイド召喚でケータが「ケータF型」に変身したり、自身が巨大化したりした。
トムニャン
声 - 布施川一寛
USA出身の猫妖怪。「アイドルいっぱい！ ジバニャン芸能事務所！」ではジバニャン社長とはライバルとなった。
メラメライオン
声 - 笹本優子
熱血漢のライオン妖怪。ワンチャンサイド召喚で赤ちゃんの姿に変身した。
ふぶき姫
声 - 遠藤綾
あらゆるものを凍らせる雪女妖怪。ワンチャンサイド召喚で夏の海を楽しむ「ビーチ姫」に変身したが、「ツンドラ姫」「氷河期姫」とより強力な力を持つ妖怪にも変身してしまった。
じんめん犬
声 - 坂東尚樹
犬の体を持つおっさん妖怪。ワンチャンサイド召喚で煩悩を捨てた金の仏像姿に変身した。
しろく魔
声 - 悠木碧
取り憑いた人をワガママな赤ちゃんのようにさせるシロクマの妖怪。
ハリー
声 - 沼倉愛美
取り憑いた人をトゲトゲしい性格にさせるハリネズミの妖怪。
USAピョン
声 - 佐藤はな
宇宙服を着たウサギのような小動物の妖怪。「まもれ！ 絶滅危惧妖怪！」シリーズで、いつしか「絶滅危惧妖怪」に登録されていた。
コマみ
声 - 田村ゆかり
コマさん・コマじろうの妹。日本全国を訪れては写真を「インズラグラム」に上げている。今作のほぼ全編にわたり、彼女にまつわるミニシリーズが展開された。

## コーナー
ウィスパーのアハ〜ン体験
本編の映像を使ったクイズを出題。
テレビ東京系列では映画情報の『映画妖怪ウォッチニュース』もしくは『ワイワイ学園サテライト』を放送する期間は休止。

## スタッフ
- クリエイティブプロデューサー・企画・シナリオ原案 - 日野晃博
- 原作 - レベルファイブ
- 連載 - 月刊コロコロコミック
- 妖怪&キャラクターデザイン原案 - 長野拓造、田中美穂
- アートコンセプト - 梁井信之
- 企画設定協力 - 本村健
- シリーズ構成 - 加藤陽一
- キャラクターデザイン - 山田俊也
- 総作画監督 - 武内啓、三島千枝
- 美術監督 - 釘貫彩
- 色彩設計 - 角野江美
- 撮影監督 - 山道奈保美
- 編集 - 小守真由美
- 音楽 - 西郷憲一郎
- 音響監督 - はたしょう二
- 音楽協力 - テレビ東京ミュージック
- アニメーションプロデューサー - 井上たかし
- アニメーション制作 - OLM TEAM INOUE、マジックバス（第1話 - 第22話[注 1]）
- スーパーバイザー - 川崎由紀夫、梶原清文、縄田正樹、沢辺伸政、和田誠、古市直彦
- プロデューサー - 紅谷佳和、李尚鎭（第1話 - 第3話）→柿崎真吾（第4話 - 第36話）
- プログラムマネージャー - 丸茂礼、飯田将太
- 監督[注 5] - 泉保良輔（第1話 - 第22話）→北條史也（第23話 - 第36話）
- 製作 - テレビ東京、電通、OLM

## 主題歌
オープニングテーマ「ケラケラホーのうた」
作詞 - 高木貴司 / 作曲・歌 - 紘毅 / 編曲 - 菊谷知樹
エンディングテーマ「ようかい体操第一 〜つづき〜」
作詞 - ラッキィ池田、高木貴司 / 作曲・編曲 - 菊谷知樹 / 歌 - かえで☆

## 各話リスト
| 話数   | サブタイトル | 脚本       | 絵コンテ                   | 演出                | 作画監督                                                                            | 放送日 （TXN） |
| ------ | --- | ---------- | -------------------------- | ------------------- | ----------------------------------------------------------------------------------- | -------------- |
| 第1話  | フツーすぎる人生フツーじゃない人生4コマさん「都会の罠」 | 加藤陽一   | 泉保良輔                   | 前屋俊広            | 小林ゆかり                                                                          | 2019年 4月5日  |
| 第2話  | 妖怪フクリュウ妖怪リー夫人おっさんヅラ部 Lesson14コマさん「捨て猫さん」ニッポン全国 コマみ探しの旅！ 原宿編                                                          | 加藤陽一   | 泉保良輔                   | 清水明              | RYU SEHYEONG                                                                        | 4月12日        |
| 第3話  | ニャーキングデッド 〜極限状態の妖怪たち〜 エピソード1妖怪てのひらがえしおっさんヅラ部 Lesson24コマさん「お買い物」ニッポン全国 コマみ探しの旅！ 中華街編             | 大知慶一郎 | 池田重隆                   | 黒田幸生            | 金海淑 桜井木ノ実 岩垂瑞樹 木村なづき                                               | 4月19日        |
| 第4話  | 現代のお金ナイダーおっさんヅラ部 Lesson3ニャーキングデッド 〜極限状態の妖怪たち〜 エピソード24コマさん「ガラガラ」妖怪三国志 其ノ壱「桃園の誓い」 / 「虎牢関の戦い」 | 鴻野貴光   | 前屋俊広                   | 前屋俊広            | 川口弘明 安斉佳恵 桝井一平 清水恵蔵 鈴木伸一 YU SEUNG HEE LEE GWAN WOO JO EUN KYUNG | 4月26日        |
| 第5話  | 妖怪モテヌスニャーキングデッド 〜極限状態の妖怪たち〜 エピソード34コマさん「鯉のぼり」ニッポン全国 コマみ探しの旅！ 両国編                                           | 山田由香   | 石井久志                   | 森田侑希            | 藤田正幸                                                                            | 5月3日         |
| 第6話  | 妖怪とどろき獅子ニャーキングデッド 〜極限状態の妖怪たち〜 エピソードファイナル4コマさん「おしゃれスイーツ」ニッポン全国 コマみ探しの旅！ 富士山編                    | 高橋ナツコ | 高橋知也                   | 田中花子            | 川口弘明 YU SEUNG HEE LEE GWAN WOO KIM YUN JUNG                                     | 5月10日        |
| 第7話  | 妖怪でんじんアイドルいっぱい！ジバニャン芸能事務所！ 第1話4コマさん「おとしもの」妖魔一武道会『極オロチ』                                                            | 加藤陽一   | 泉保良輔                   | 泉保良輔 前屋俊広   | 小林ゆかり                                                                          | 5月17日        |
| 第8話  | 妖怪ギュウ汁あの妖怪は今 〜ざしきわらし〜4コマさん「自動ドア」アイドルいっぱい！ ジバニャン芸能事務所！ 第2話妖怪三国志 其ノ弐「長坂の戦い」                         | 鴻野貴光   | 池田重隆                   | 秦義人              | 鈴木伸一 KIM YUN JUNG JO EUN KYUNG                                                  | 5月24日        |
| 第9話  | 妖怪やめたい師オナラを止めるな！4コマさん「名前」アイドルいっぱい！ ジバニャン芸能事務所！ 第3話ニッポン全国 コマみ探しの旅！ 富良野編                               | 大知慶一郎 | 豆冨こぴい                 | 清水明              | RYU SE HYEONG 桝井一平                                                              | 5月31日        |
| 第10話 | 妖怪シラ切りスズメジバニャンと桜の木4コマさん「はい、チーズズラ」アイドルいっぱい！ ジバニャン芸能事務所！ 最終回ニッポン全国 コマみ探しの旅！ 日光編                | 山田由香   | 大宙征基                   | 黒田幸生            | 金海淑 桜井木ノ実 桝井一平 鈴木伸一 山本径子 川口弘明 岩垂瑞樹                      | 6月7日         |
| 第11話 | 妖怪おすべり様ドクターF #14コマさん「バス」ニッポン全国 コマみ探しの旅！ 恐山編                                                                                      | 加藤陽一   | 石井久志                   | 仲野良              | 川口弘明 LEE GWAN WOO KIM YUN JUNG                                                  | 6月14日        |
| 第12話 | 妖怪しろく魔魔女っ子フミちゃん4コマさん「ビニール傘」ドクターF #2ニッポン全国 コマみ探しの旅！ 伊賀編                                                                | 高橋ナツコ | 高橋知也                   | 森田侑希            | 藤田正幸 飯飼一幸 関本美穂 兼子秀敬                                                 | 6月21日        |
| 第13話 | 妖怪ナガバナナあの妖怪は今 〜イケメン犬〜4コマさん「マッサージチェア」ドクターF #3妖怪三国志 其ノ参「赤壁の戦い」                                                    | 鴻野貴光   | 前屋俊広                   | 前屋俊広            | 小林ゆかり LEE GWAN W WOO KIM YUN JONG PARK SOON GK SHO EN KYOUNG                   | 6月28日        |
| 第14話 | 妖怪ハリードクターF ファイナル4コマさん「さがしもの」ニッポン全国 コマみ探しの旅！ 京都編                                                                            | 大知慶一郎 | 豆冨こびい                 | 岩田義彦            | 岩田和行 青木真理子                                                                 | 7月5日         |
| 第15話 | 妖怪たまのこし課長ジバ耕作4コマさん「エレベーター」妖魔一武道会『輪廻』                                                                                              | 加藤陽一   | 泉保良輔                   | 内野宮晃希 前屋俊広 | 川口弘明 LEE KAWAN WOO KIM YOU JEONG                                                | 7月12日        |
| 第16話 | 妖怪マイマイペースふぶき姫のなつやすみ4コマさん「納豆」ニートジバ耕作ニッポン全国 コマみ探しの旅！ 巣鴨編                                                            | 山田由香   | 石井久志                   | 秦義人              | RYU SE HYEONG                                                                       | 7月19日        |
| 第17話 | 妖怪らくてん童夏の三本勝負！ カブトVSクワガタ！4コマさん「自動販売機」社長ジバ耕作妖怪三国志 其ノ四「関羽千里行」                                                    | 鴻野貴光   | 大宙征基                   | 黒田幸生            | 川口弘明 山本径子 邱明哲 金海淑 岩垂瑞樹                                            | 7月26日        |
| 第18話 | 妖怪じごくミミズクドキッ！ 妖怪だらけのサマーキャンプ4コマさん「観察日記」大統領ジバ耕作ニッポン全国 コマみ探しの旅！ 湘南編                                         | 高橋ナツコ | 高橋知也                   | 前屋俊広 内野宮晃希 | 小林ゆかり KIM YUN JUNG LEE GWAN WOO                                                | 8月2日         |
| 第19話 | あの妖怪は今 〜ネタバレリーナ〜おっさんヅラ部 激情編4コマさん「浮き輪」妖怪マスクドニャーンニッポン全国 コマみ探しの旅！ 宮古島編                                    | 大知慶一郎 | 豆冨こびい                 | 森田侑希            | 藤田正幸 飯飼一幸 白石悟 兼子秀敬                                                   | 8月9日         |
| 第20話 | エンマ王家の秘宝！狙われたブラックダイヤニャン！ | 加藤陽一   | 泉保良輔                   | 前屋俊広            | 川口弘明 KIM YUN JUNG LEE GWAN WOO JO EUN KYUNG PARK SUN OK                         | 8月16日        |
| 第21話 | 妖怪ほむら天狗エミちゃんのアカマル4コマさん「パソコン」ツチノコ捕獲大作戦！妖魔一武道会『ブラックダイヤニャン』                                                      | 加藤陽一   | 石井久志                   | 岩田義彦            | 藤田和行 青木真理子 大木比呂                                                        | 8月23日        |
| 第22話 | 妖怪ザンバラ刀宿題インポッシブル4コマさん「ペンギン」ツチノコ捕獲大作戦！2妖怪三国志 其ノ伍「孔明と饅頭」                                                            | 鴻野貴光   | 四分一節子                 | 前屋俊広 内野宮晃希 | 小林ゆかり KIM YUN JUNG JO EUN KYUNG GWON YONG SANG                                 | 8月30日        |
| 第23話 | 妖怪バッド坊やHIGH&妖 PROLOGUE「最帝高校」4コマさん「歯みがき」ニッポン全国 コマみ探しの旅！ 青森編                                                                  | 加藤陽一   | 中川聡 川越一生            | 吉本毅              | 松坂定俊                                                                            | 9月6日         |
| 第24話 | 妖怪ブルジョワGHIGH&妖 EPISODE2「甘いもん連合会」4コマさん「地図」ニッポン全国 コマみ探しの旅！ 豊洲編                                                               | 山田由香   | 矢野博之 仲野良            | 興満録助            | 山崎愛 山縣研一                                                                     | 9月13日        |
| 第25話 | 妖怪キライギョHIGH&妖 EPISODE3「コマ宮兄弟」4コマさん「万歩計」ニッポン全国 コマみ探しの旅！ 長崎編                                                                  | 高橋ナツコ | 中川聡 富田浩章            | 仲野良              | 山縣研一 三好智志                                                                   | 9月20日        |
| 第26話 | 妖怪イザナミHIGH&妖 EPISODE4「カリスマギャング妖怪率いる謎の新勢力！」4コマさん「ころもがえ」妖魔一武道会『邪神カチカチ』                                            | 大知慶一郎 | 北條史也                   | 秦義人              | 川口弘明 Ryu Se Hyeong                                                              | 9月27日        |
| 第27話 | 妖怪いのちとりHIGH&妖 EPISODE5「ロボアニマルズ」4コマさん「バイキング」ニッポン全国 コマみ探しの旅！ 愛媛編                                                          | 山田由香   | 興満録助 仲野良            | 堀内直樹            | 松坂定俊                                                                            | 10月4日        |
| 第28話 | 妖怪ゴメンダコHIGH&妖 EPISODE6「赤んBOYS」4コマさん「ガシャ」妖怪三国志 其ノ六「フユニャン曹操とブリー隊長関羽」                                                     | 鴻野貴光   | 豆冨こびい                 | 清水明              | 小林ゆかり                                                                          | 10月11日       |
| 第29話 | 妖怪こえんらHIGH&妖 FINAL WAR4コマさん「いれかわり」ニッポン全国 コマみ探しの旅！ 白川郷編                                                                           | 山田由香   | 北條史也 高橋知也 興満録助 | うえだしげる        | 山縣研一                                                                            | 10月18日       |
| 第30話 | 妖怪大蛇のツボまもれ！ 絶滅危惧妖怪！ FILE 14コマさん「トイレ」ニッポン全国 コマみ探しの旅！ オラたちのおうち編                                                      | 加藤陽一   | 泉保良輔                   | 内野宮晃希          | 川口弘明 RYU SE HYEONG YEON JI HYE                                                  | 10月25日       |
| 第31話 | 妖怪おとろしまもれ！ 絶滅危惧妖怪！ FILE 24コマさん「ハロウィン」妖魔一武道会『コマ母ちゃん』劇場版おっさんヅラ部 予告編                                             | 大知慶一郎 | 興満録助                   | 吉本毅              | 山崎愛                                                                              | 11月1日        |
| 第32話 | 妖怪裏キュン太まもれ！ 絶滅危惧妖怪！ FILE 34コマさん「本日のオススメ」ニッポン全国 コマみ探しの旅！ 完結編                                                          | 高橋ナツコ | 榎本明広 仲野良 山本里織   | 清水明              | 小林ゆかり Kim Yun Jung No Eun Kyung                                                | 11月8日        |
| 第33話 | 妖怪どんどろUSAピョンのワンチャンサイドフィーバー！4コマさん「ズラ」妖怪三国志 其ノ七「五丈原の戦い」                                                                | 鴻野貴光   | 清水聡 高橋知也            | 森田侑希            | 飯飼一幸 白石悟 南伸一郎 高橋紀子 兼子秀敬                                          | 11月15日       |
| 第34話 | 妖怪トジコウモリ一夜限りの3年Y組ニャンパチ先生4コマさん「豆の木」コマみッション・インポッシブル！ 前編                                                               | 山田由香   | 矢野博之                   | 秦義人              | 川口弘明 RYU SE HYEONG                                                              | 11月29日       |
| 第35話 | 妖怪いたれりつくせりウィスパー 古典妖怪になるの巻4コマさん「プレゼント」コマみッション・インポッシブル！ 後編                                                        | 大知慶一郎 | 豆冨こびい                 | 興満録助            | 岩崎夏奈 三好智志 白川茉莉                                                          | 12月13日       |
| 第36話 | ジバニャンがサンタクロース4コマさん「コマ不足」14コマさん「コマ増量」妖魔一武道会『エンマ大王』                                                                      | 加藤陽一   | 泉保良輔                   | 泉保良輔            | 小林ゆかり 川口弘明                                                                 | 12月20日       |

| タイトル                                  | 放映話数                                                  | 主役                                      |
| ----------------------------------------- | --------------------------------------------------------- | ----------------------------------------- |
| 4コマさん                                 | 1〜19、21〜36                                             | コマさん、コマじろう                      |
| おっさんヅラ部                            | 2〜4、19、31                                              | コマさん、コマじろう                      |
| ニッポン全国 コマみ探しの旅！             | 2、3、5、6、9〜12、14、16、18、19、23〜25、27、29、30、32 | コマさん、コマじろう                      |
| ニャーキングデッド 〜極限状態の妖怪たち〜 | 3〜6                                                      | Tジバニャン、Tコマさん、ウィスパー        |
| 妖怪三国志                                | 4、8、13、17、22、28、33                                  | ウィスパー孔明、ジバニャン劉備            |
| アイドルいっぱい！ジバニャン芸能事務所！  | 7〜10                                                     | ジバニャン、トムニャン                    |
| 妖魔一武道会                              | 7、15、21、26、31、36                                     | -                                         |
| ドクターF                                 | 11〜14                                                    | ふぶき姫、じんめん犬                      |
| ジバ耕作                                  | 15〜18                                                    | ジバニャン                                |
| ツチノコ捕獲大作戦！                      | 21、22                                                    | ツチノコ                                  |
| HIGH&妖                                   | 23〜29                                                    | ウィスパー                                |
| まもれ！ 絶滅危惧妖怪！                   | 30〜32                                                    | ケータ、ウィスパー、ジバニャン、USAピョン |
| コマみッション・インポッシブル！          | 34、35                                                    | コマみ、コマさん、コマじろう              |

## ネット局
| 放送期間                                                                                                | 放送時間                              | 放送局             | 対象地域       | 備考                                           |
| --- | ------------------------------------- | ------------------ | -------------- | ---------------------------------------------- |
| 2019年4月5日 - 12月20日                                                                                 | 金曜 18:25 - 18:55                    | テレビ東京         | 関東広域圏     | 製作局                                         |
| |                                       | テレビ北海道       | 北海道         |                                                |
| |                                       | テレビ愛知         | 愛知県         |                                                |
| |                                       | テレビ大阪         | 大阪府         |                                                |
| |                                       | テレビせとうち     | 岡山県・香川県 |                                                |
| |                                       | TVQ九州放送        | 福岡県         |                                                |
| 2019年4月6日 - 12月21日                                                                                 | 土曜 7:00 - 7:30                      | BSテレ東           | 日本全域       | BS/BS4K放送                                    |
| 2019年4月9日 - 12月24日                                                                                 | 火曜 22:30 - 23:00                    | AT-X               | 日本全域       | CS放送 / リピート放送あり                      |
| 2019年4月19日 - 2020年1月17日                                                                           | 金曜 17:30 - 18:00                    | テレビ和歌山       | 和歌山県       |                                                |
| 2019年4月19日 - 10月4日 2019年10月11日 - 2020年1月3日                                                   | 金曜 17:30 - 18:00 金曜 18:15 - 18:45 | 岐阜放送           | 岐阜県         |                                                |
| 2019年4月21日 - 2020年1月5日                                                                            | 日曜 10:00 - 10:27                    | びわ湖放送         | 滋賀県         |                                                |
| 2019年4月25日 - 2020年1月16日                                                                           | 木曜 17:00 - 17:30                    | 奈良テレビ         | 奈良県         | [ 7 ]                                          |
| 2019年4月28日 - 2020年1月12日                                                                           | 日曜 5:30 - 6:00                      | 熊本放送           | 熊本県         | [ 注 9 ]                                       |
| | 日曜 10:30 - 11:00                    | 長崎放送           | 長崎県         |                                                |
| 2019年5月7日 - 2020年1月21日                                                                            | 火曜 16:20 - 16:50                    | 山陰中央テレビ     | 島根県・鳥取県 |                                                |
| 2019年5月19日 - 2020年2月2日                                                                            | 日曜 5:30 - 6:00                      | テレビ山口         | 山口県         | [ 注 10 ] [ 注 11 ]                            |
| 2019年6月10日 - 2020年2月10日                                                                           | 月曜 19:00 - 19:30                    | KBS京都            | 京都府         |                                                |
| 2019年7月7日 - 2020年3月22日                                                                            | 日曜 8:00 - 8:30                      | キッズステーション | 日本全域       | CS放送 / 『コロコロアワー』枠 リピート放送あり |
| 2019年8月25日 - 2020年5月17日                                                                           | 日曜 5:15 - 5:45                      | テレビユー山形     | 山形県         |                                                |
| 2019年9月15日 - 2020年5月24日                                                                           | 日曜 6:30 - 7:00                      | 福島中央テレビ     | 福島県         |                                                |
| 2019年11月15日 - 2020年7月31日                                                                          | 金曜 17:00 - 17:30                    | 三重テレビ         | 三重県         | [ 9 ]                                          |
| 2019年11月22日 - 2020年8月7日                                                                           | 金曜 10:55 - 11:25                    | 秋田放送           | 秋田県         | [ 注 11 ]                                      |
| 2019年12月21日 - 2020年3月28日                                                                          | 土曜 10:50 - 11:20                    | 福井テレビ         | 福井県         | 第13話で打ち切り                               |
| 2019年12月29日 - 2020年8月30日                                                                          | 日曜 6:15 - 6:45                      | 信越放送           | 長野県         |                                                |
| 字幕放送はテレビ東京系列（BSテレ東も含む）・キッズステーション、連動データ放送はテレビ東京系列6局のみ。 |                                       |                    |                |                                                |

## データカードダス
『妖怪ウォッチ ウキウキペディア極（きわみ）』
2019年5月30日より『妖怪ウォッチ ウキウキペディアシャドウサイド』からリニューアルしたデータカードダスシリーズ第4弾。
『妖魔一武道会』が開催され、極妖怪やクリスタル妖怪などのSSSランク、Zランクが出現する。本シリーズより妖怪の種族分類が妖怪アーク準拠のものとなる。
第3弾をもって終了し、『妖怪ウォッチ ウキウキペディア学園Y』に移行。
リリース
- 2019年5月30日 第1弾稼働開始
- 2019年7月25日 第2弾稼働開始
- 2019年10月17日 第3弾稼働開始